# Lancia Gamma (2025)
La Gamma est un crossover du constructeur automobile italien Lancia produit à partir de 2026. Elle reprend le nom de la 1re génération de Lancia Gamma produite de 1975 à 1984, et elle est la première produite sous l'égide du groupe Stellantis.

## Présentation
La Lancia Gamma est annoncée par une image publiée le 28 octobre 2024.

## Caractéristiques techniques
La Gamma repose sur la plate-forme technique EMP2 STLA Medium du groupe Stellantis. Elle est produite en Italie dans l’Usine Stellantis de Melfi.